# Farndale Low Quarter
Farndale Low Quarter var en civil parish från 1866 till 1934 då den blev en del av Farndale West Side och Bransdale, i grevskapet North Riding of Yorkshire (nu North Yorkshire), i England. Civil parish var belägen 10 km från Kirkbymoorside och hade 120 invånare år 1931.